# Unechtes Scheitern
Als unechtes Scheitern wird in der Politikwissenschaft die Nichtannahme einer Vorlage in einer direktdemokratischen Abstimmung allein aufgrund des Verfehlens eines Quorums bezeichnet.

## Verwendung

### Politikwissenschaftliche Verwendung
Der Ausdruck unechtes Scheitern dient in Teilen der Politikwissenschaft der analytischen Abgrenzung, so dass bei der Untersuchung direktdemokratischer Verfahren Ergebnisse und deren Ursachen sowie die Wirkung einzelner Ausgestaltungsregelungen differenzierter betrachtet werden können. Kommen bei einer direktdemokratischen Abstimmung Quoren (beispielsweise ein Zustimmungs- oder ein Beteiligungsquorum) zur Anwendung, so wird in der Darstellung von Abstimmungsergebnissen üblicherweise unterschieden zwischen:
- Erfolgreichen Vorlagen, die sowohl die Mehrheit der Stimmen erhielten, als auch das geforderte Quorum erfüllten,
- unecht gescheiterten Vorlagen, die zwar eine Mehrheit der Stimmen erhielten, aber das geforderte Quorum verfehlten und
- gescheiterten Vorlagen, die keine Mehrheit der abgegebenen Stimmen erhielten.

Kommt bei einer direktdemokratischen Abstimmung kein Quorum zur Anwendung, entfällt die analytische Einordnung unecht gescheitert naturgemäß, da über Erfolg oder Misserfolg einer Vorlage ausschließlich die abgegebenen Stimmen selbst entscheiden.

### Verwendung in der politischen Auseinandersetzung
In der politischen Auseinandersetzung um die Ausgestaltung von direktdemokratischen Verfahren impliziert die Verwendung des Ausdrucks unechtes Scheitern bereits eine Kritik an der Verfahrensausgestaltung, insbesondere den geltenden Abstimmungsquoren. Vor allem Kritiker von Abstimmungsquoren wollen durch die Verwendung des Ausdrucks unterstreichen, dass eine Vorlage in der Sache nicht wirklich abgelehnt wurde, sondern der Mehrheitswille allein aufgrund der gesetzten Rahmenbedingungen nicht zum Tragen kommt. Die Möglichkeit des unechten Scheiterns einer Vorlage wird dabei als sichtbarer Nachweis für eine defizitäre Ausgestaltung direktdemokratischer Verfahren gesehen, bei der der demokratische Grundsatz des Mehrheitsentscheids durch Aufstellung zusätzlicher Hürden verletzt werde.
Befürworter von Abstimmungsquoren sehen diesen demokratischen Grundsatz hingegen nicht verletzt und verzichten daher ganz überwiegend darauf, eine Unterscheidung zwischen gescheiterten Vorlagen und unecht gescheiterten Vorlagen vorzunehmen. Typischerweise unterstellen die Anhänger von Abstimmungsquoren, dass die Nicht-Teilnahme an einer Abstimmung als implizite Nein-Stimme zu werten sei.

## Beispiele für Unechtes Scheitern
Würde bei einem fiktiven Volksentscheid ein Beteiligungsquorum von 50 % gelten, wäre die zur Abstimmung stehende Vorlage unecht gescheitert, wenn zwar 90 % der Abstimmenden diese befürworteten, sich an der Abstimmung selbst aber nur 49 % der Abstimmungsberechtigten beteiligten. Als reales historisches Beispiel kann der Volksentscheid zur Fürstenenteignung im Jahre 1926 genannt werden, bei dem zwar 92,9 % für die Vorlage stimmten, sich insgesamt aber nur 39,3 % der Abstimmberechtigten beteiligten. Somit stimmte zwar eine deutliche Mehrheit der Abstimmenden für die Vorlage, das geforderte Quorum einer Beteiligung von 50 % wurde aber klar verfehlt, diese war damit unecht gescheitert und kam nicht zur Anwendung.
Würde bei einem fiktiven Bürgerentscheid ein Zustimmungsquorum von 25 % gelten, wäre die zur Abstimmung stehende Vorlage unecht gescheitert, wenn zwar 90 % der Abstimmenden diese befürworteten, diese Zustimmungen aber nur 24 % der Gesamtzahl der Abstimmungsberechtigten ausmachten. Als reales Beispiel hierfür ist der erste Bürgerentscheid in Stendal Anfang 2013 zu nennen, bei dem zwar eine Mehrheit der Abstimmenden von 70,3 % sich für die in der Vorlage geforderte Verhinderung der Ansiedlung eines Discountmarktes aussprach, aufgrund der geringen Abstimmungsbeteiligung dies aber nur knapp 11,2 % aller Abstimmungsberechtigten ausmachte.
Ein weiteres Beispiel ist der Volksentscheid über die Gerichtsstrukturreform in Mecklenburg-Vorpommern. Trotz einer Zustimmung von 83,2 % der abgegebenen Stimmen scheiterte der Volksentscheid für die Rücknahme der Reform, da nicht das notwendige Drittel aller Wahlberechtigten zustimmte. Die Justizministerin Uta-Maria Kuder kommentierte das Ergebnis mit den Worten: „Die Menschen finden die Reform richtig und wichtig. Das haben sie mit ihrem klaren Nein entweder in Form des Fernbleibens oder bei der Abstimmung eindeutig gezeigt.“